# Yacht rock
Genres dérivés
Yacht soul,
Genres associés
- City pop
- chillwave
- vaporwave

Le yacht rock (connu à l'origine comme le son West Coast,, ou adult-oriented rock), est un genre musical et une esthétique communément associés au soft rock spécifique à la Californie, l'une des musiques les plus populaires du milieu des années 1970 jusqu'au début des années 1980.
Il s'inspire de genres musicaux telles que la smooth soul (en), le smooth jazz, le R&B, le funk et le disco. Les caractéristiques stylistiques communes à cette musique comprennent une production très sophistiquée, un style de chant clair et l'accent mis sur des mélodies légères et accrocheuses. Le nom « yacht rock », inventé en 2005 par les créateurs de la websérie éponyme, fait référence à l'association de cette musique avec le nautisme, et la navigation de plaisance, qui font partie des loisirs populaires de la Californie du Sud.

## Définition et délimitation

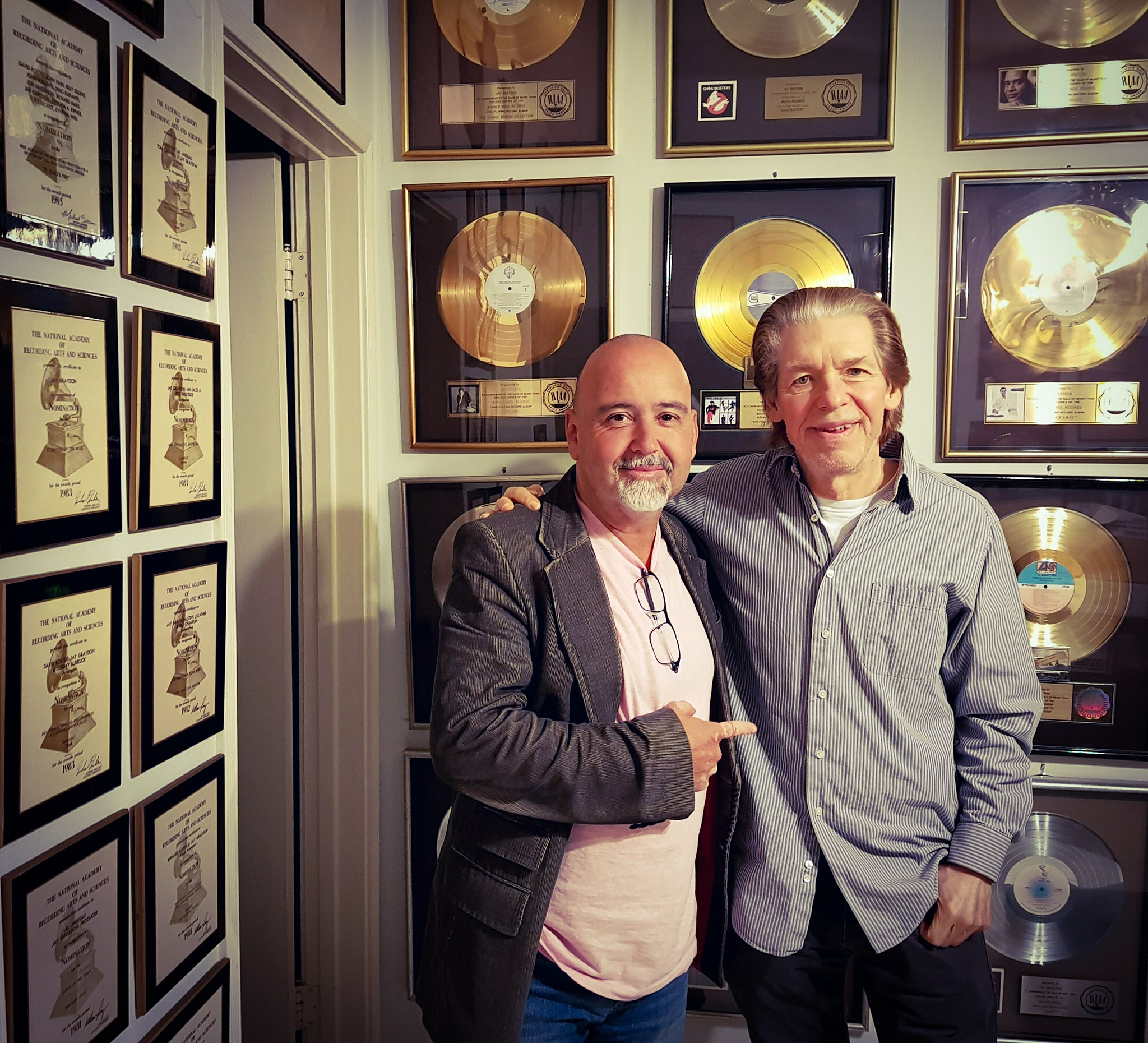
Le guitariste, arrangeur et producteur Jay Graydon (à droite, photographié en 2019), l'un des musiciens de studio les plus actifs du yacht rock.

L'expression « yacht rock » a été créé a posteriori et n'existait pas à l'époque de la musique qu'elle décrit, qui se situe entre 1975 et 1984 environ,. Synonyme d'adult-oriented rock (et son acronyme AOR) et de « West Coast sound », (litt. « son de la côte Ouest »), le terme est identifié au style en 2005, quand il est inventé par J. D. Ryznar et al. pour le titre de la websérie Yacht Rock,. Considérée comme péjoratif, le « yacht rock » se réfère, en partie, au stéréotype du yuppie propriétaire de yacht écoutant de la musique douce pendant qu'il navigue. De nombreux yacht rockers font références à la voile et à la mer par les paroles de leurs chansons, dans leurs vidéo-clips et pochettes d'album, comme le montre le titre emblématique de Christopher Cross, Sailing (1979). Longtemps moquée pour son caractère sirupeux et sa mode criarde, les préjugés originellement rattachés à cette musique se sont atténués vers les années 2010,.
Selon Matt Colier d'AllMusic les « règles clés du genre » sont :
- la musique doit toujours rester douce, même lorsque ça bouge, en mettant davantage l'accent sur la mélodie que sur le rythme.
- elle doit toujours exprimer des émotions légères, même lorsque le sentiment devient triste (comme c'est si souvent le cas dans le monde du yacht-rocker émotif).
- le morceau doit être accrocheur, même quand il est modeste ou profondément enfoui dans la liste des singles[9].

Selon la journaliste et auteure de documentaires Katie Puckrik, l'« exaltation de la fuite » est  « essentielle au yacht », faisant référence aux paroles de la chanson de Christopher Cross Ride Like the Wind (1979), « to make it to the border of Mexico », comme exemple des aspirations qui démontre le pouvoir du genre. Le désir contrarié est un autre élément clé qui s'oppose au « désir de bien-être » du yacht dans la même chanson. Puckrik identifie un sous-genre, le « dark yacht », illustré par la chanson de Joni Mitchell The Hissing of the Summer Lawns (1975), qui décrit l'amour fané d'une femme piégée par un mariage sans amour dans une grande maison.
Pour Mara Schwartz Kuge, qui a travaillé dans l'industrie musicale de Los Angeles durant deux décennies, « le soft rock était un genre de musique pop très populaire des années 70 et du début des années 80, caractérisé par des guitares douces, principalement acoustiques et des rythmes lents à moyens... la plupart des gens ont généralisé le terme pour désigner n'importe quoi de doux, des années 70, y compris des artistes comme Rupert Holmes. Tout le yacht rock n'est pas forcément soft rock : Hold the Line de Toto et Footloose de Kenny Loggins sont toutes deux très yacht rock mais pas soft rock. »
Il est difficile de définir de manière exhaustive le yacht rock, même si l'on s'accorde à dire que ses éléments centraux sont « ambitieux mais pas luxueux, décontracté mais solitaire, affecté mais raffiné ». Le journaliste Jack Seale indique que, comme dans d'autres « micro-genres », certains albums d'artistes qui sont reconnus comme promoteurs du genre peuvent être « arbitrairement exclus ». Par exemple, Thriller de Michael Jackson (1982) est accepté comme yacht rock, mais Rumours de Fleetwood Mac (1977) ne l'est pas.

### Selon les créateurs deYacht Rock
Les quatre co-créateurs de la websérie Yacht Rock, J. D. Ryznar, Steve Huey, Hunter Stair et David Lyons, ont tenté d'appliquer avec précision ce qu'ils définissent comme étant yacht rock et ont critiqué les définitions trop larges du terme. En 2016, ils ont inventé le terme « nyacht rock » pour désigner des chansons qui ont parfois été classées comme yacht rock mais qui, selon eux, ne correspondaient pas à la définition. Sur leurs podcasts Beyond Yacht Rock and Yacht ou Nyacht?, ils ont classé diverses chansons comme étant à l'intérieur ou à l'extérieur du genre.
Les facteurs qu'ils énumèrent comme significatifs pour le yacht rock comprennent :
- une production musicale sophistiquée[20] ;
- l'emploi de l'élite[21], des musiciens et producteurs de studio basés à Los Angeles associés au yacht rock[22] ;
- des influences jazz et R&B[22],[10] ;
- l'utilisation du piano électrique[22] ;
- des paroles complexes et ironiques[22] ;
- des textes sur des hommes aux cœurs brisés, ou rendu fous[20], impliquant en particulier le mot « fool »[22] ;
- un rythme entraînant appelé « Doobie Bounce » (référence au groupe The Doobie Brothers)[22].

Ryznar, Huey, Stair et Lyons ont affirmé que de nombreux artistes parfois associés au yacht rock, en particulier le soft rock de style folk de Gordon Lightfoot et des Eagles, sortent du champ d'application du terme tel qu'il a été pensé à l'origine. Ils ont également contesté l'emploi du terme pour désigner toute chanson dont les paroles contiennent des références nautiques.

## Histoire
Les changements sociopolitiques et économiques qui ont contribué à l'émergence du genre ont récemment été décrits par le journaliste Steven Orlofsky, et par Katie Puckrik auteure d'un documentaire sur le yacht rock. Orlofsky indique que certains musiciens d'adult contemporary tels que Fleetwood Mac, Steely Dan ou Supertramp étaient très respectés par les critiques et les auditeurs. Le yacht rock était un art « isolé du monde extérieur ». Contrairement à ce qui a suivi, « c'était probablement la dernière grande ère de la musique pop, complètement séparée de la politique de son temps ». Le yacht rock représentait un « individualisme introspectif » qui a émergé après la mort de l'idéalisme de masse des années 1960. Son caractère d'exutoire rassurant a été amplifié par l'essor de la radio FM qui a réuni deux conséquences de l'émancipation des sexes : les femmes qui contrôlaient les dépenses du ménage et les hommes qui « se sentaient plus libres de transmettre leurs émotions en chanson ».

### Origines
Les racines du yacht rock peuvent être rattachées à la pop californienne des Beach Boys, dont l'esthétique fut la première à être récupérée par des artistes comme Rupert Holmes. Le couple Captain and Tennille, qui avaient été musiciens des Beach Boys lors des tournées du groupe, ont remporté le premier Grammy Awards en 1975, pour un titre yacht rock avec Love Will Keep Us Together. Selon Dan O'Sullivan, la reprise de Sloop John B par les Beach Boys (1966), est à l'origine de la prédilection du son West coast pour l'esthétique « du nautisme et des amateurs de plage », qu'ont relevé tous les musiciens du genre, de Christopher Cross à Eric Carmen, en passant par des artistes folk comme Jim Messina jusqu'aux rockers Philly Sound comme Hall and Oates.
La Sunshine pop qui émerge en 1967 est un autre courant précurseur. Succédant aux Beach Boys et influencé par le groupe et ses options harmoniques, ce style introduit par le groupe the Mamas and the Papas, mélange la pop, le folk et le psychédélisme, pour donner une musique résolument optimiste qui évoluera vers la variété californienne représenté par Barry Manilow, Neil Diamond, ou The Carpenters.

### Résurgence
Depuis les années 2000 le genre a été réévalué plus positivement par la presse,, ou dans le documentaire en deux parties de Katie Puckrik I Can Go for That: The Smooth World of Yacht Rock (le titre est un jeu de mots sur la chanson de Hall & Oates I Can't Go for That (No Can Do).) diffusé sur BBC Four, en 2019. Orlofsky considère que la résurgence du genre aux États-Unis est due en partie à sa fonction d'antidote à la négativité de l'ère Trump, tout comme dans les années 1970 le yacht rock avait créé « la bande-son parfaite pour les auditeurs essayant d'oublier le Watergate et le Vietnam », il représente à nouveau « une défiance qui s'insère fermement dans les oreilles de tous au mépris de toute agitation politique. ».

## Réception et postérité

### Perceptions
Le yacht rock est répertorié en tant que genre sur les sites de streaming Spotify et Pandora. Depuis 2015, la chaîne « Yacht Rock » est diffusée sur la radio satellite Sirius XM Radio.
Des cover bands se sont formés pour se consacrer au yacht rock, comme les groupes Yachtley Crew (en) et Yacht Rock Revue (en), qui ont fait des tournées aux États-Unis,. Yacht Rock Revue organise des concerts annuels Yacht Rock Revival où il invite et convie des artistes yacht rock originaux à le rejoindre sur scène pour quelques titres, notamment Walter Egan, Robbie Dupree (en), Peter Beckett, Bobby Kimball (ancien chanteur de Toto), Jeff Carlisi de .38 Special, Bill Champlin (en) du groupe Chicago ou Denny Laine.

### Musique inspirée du yacht rock
Le yacht rock présente de fortes similitudes avec le genre japonais de la city pop en ce sens qu'ils ont tous deux atteint leur apogée au début des années 1980 et ont présenté des influences jazz et R&B arrangées et produites par des élites dans leurs domaines,.
Des éléments du yacht rock ont été adoptés par de nouveaux artistes tels que Vampire Weekend, Foxygen et Carly Rae Jepsen tandis que le genre vaporwave de la musique électronique, qui a débuté dans les années 2010, s'est approprié « l'iconographie nautique » du yacht rock. La chanson Show You the Way de l'album du groupe Thundercat fait appel comme artistes invités aux chanteurs Kenny Loggins et Michael McDonald. L'album Little Yachty du groupe Sugar Ray sorti en 2019 est un hommage conscient au yacht rock, il comprend une reprise de la chanson de Rupert Holmes de 1979 Escape (The Piña Colada Song), que le chanteur du groupe Mark McGrath considère comme le « porteur de torche de tout ce qui touche au yacht rock ».

### DocumentaireYacht Rock
Fin 2024, est mis en ligne sur une plateforme vidéo le documentaire réalisé par Garret Price, Yacht Rock. Dans une tentative d'englober ce que Yacht Rock représente en termes de genre musical, des artistes comme Michael McDonald, Kenny Loggins ou Christopher Cross ainsi que les musiciens de Toto, Steve Porcaro, Steve Lukather et David Paich sont interviewés, tout comme le batteur-journaliste Questlove Il y est beaucoup question de Steely Dan comme élément central autour duquel le concept de Yacht Rock a pris forme ; la plupart de ces musiciens apparaissent d'ailleurs sur l'un ou l'autre album du groupe. Toutefois, le membre survivant de Steely Dan, Donald Fagen, rejette le concept avec force, ce qui donne ce court dialogue téléphonique enregistré, qui est présenté à la fin du documentaire :

« Garret Price : Bonjour, Monsieur Fagen ?
 
— Donald Fagen : oui, c'est moi
  
— GP :  Je suis Garret, celui qui a réalisé ce documentaire
 
— DF:  Hein ?
 
— GP : J'ai discuté avec plein de gens qui ont joué avec vous et Steely Dan au cours des années, et je me demandais si vous voudriez bien vous assoir avec moi pour discuter de votre musique et de ce genre musical
  
— DF : De quel genre s'agit-t-il ?
  
— GP : Yacht Rock
 
— DF : Ah Yacht Rock ! Eh bien je vais vous dire : allez vous faire foutre ! (Donald Fagen raccroche immédiatement)
  
— GP : Ouah, Donald Fagen vient de me raccrocher au nez ! »

## Albums représentatifs
Les sites et auteurs spécialisés s'accordent sur six albums représentatifs du style yacht rock, à savoir,, (ordre chronologique):
1. Silk Degrees (en) de Boz Scaggs (1975)
2. Aja de Steely Dan (1977)
3. Minute by Minute des Doobie Brothers (1978)
4. Christopher Cross de Christopher Cross (1980)
5. High Adventure (en) de Kenny Loggins (1982)
6. Toto IV de Toto (1982)